# Bildtafel der Verkehrszeichen in Österreich
Die Bildtafel der Verkehrszeichen in Österreich zeigt eine Auswahl wichtiger in Österreich verankerter Verkehrszeichen. Sie sind in der Straßenverkehrsordnung (StVO) im Abschnitt „D. Straßenverkehrszeichen“ in den Paragrafen 48 bis 54 geregelt. Gültig ist die am 1. Jänner 1960 eingeführte StVO mit ihren zahlreichen Novellen. Die allgemeine Beschaffenheit sowie Farben, Rückstrahlwirkung, Abmessung, Schrift etc. werden in der Straßenverkehrszeichenverordnung 1998 (StVZVO 1998) vorgeschrieben.
Im Rechtsgebrauch findet fast ausschließlich die amtliche Bezeichnung nach StVO Verwendung, im Sprachgebrauch haben sich vereinzelt auch Verkürzungen oder verkürzend anders lautende Bezeichnungen eingebürgert (zum Beispiel „Nachrangtafel“ anstelle von amtlich „Vorrang geben“; „Stopptafel“ anstelle von „Halt“).
Hinweise
In Österreich gibt es kein (amtliches) Nummernsystem der Verkehrszeichen. Im Rechts- und Sprachgebrauch ist es daher nicht üblich, die Straßenverkehrszeichen über eine Zahl zu benennen, vielmehr werden die Zeichen bei ihrem Namen benannt.
Die jeweiligen Ziffern (als Rechtsbegriff) oder Ziffern-Buchstaben-Kombinationen entsprechen innerhalb eines Absatzes eines Paragrafen entweder einer eingefügten Ziffer (wie „6a.“) oder eine weitere Unterteilung der Ziffer in Buchstaben (wie lit. „a)“) innerhalb des Absatzes des Paragrafen. Nachstehende Ziffern-Buchstaben-Kombinationen unter den Abbildungen können daher eine der beiden Möglichkeiten darstellen. Die nachstehenden Bezeichnungen zu den Verkehrszeichen entsprechen ebenfalls nicht immer dem Wortlaut der StVO, im Zweifel ist daher diese zu beachten (siehe Weblinks).
2015 entschied der Verwaltungsgerichtshof, dass die Beschilderungen nicht „genau den in der StVO 1960 gegebenen Tafeln entsprechen müssen“, entscheidend sei, dass „kein Zweifel“ bestehe, dass ein betreffendes Verkehrszeichen erkannt würde, um ordnungsgemäß kundgemacht worden zu sein.
In Österreich wird die Schriftart Tern als Verkehrsschrift verwendet, welche die vorher verwendete Schriftart Austria ablöst. Seit 2019 werden neue Sinnbilder, welche zusammen mit Tern entworfen wurden, auf den Autobahnen Österreichs eingesetzt. Seit 2020 gelten diese Sinnbilder auch auf den restlichen Straßen Österreichs.

## § 50. Die Gefahrenzeichen

1: Querrinne oder Aufwölbung
2a: Gefährliche Kurve (Rechtskurve)
2b: Gefährliche Kurve (Linkskurve)
2c: Gefährliche Kurven (Doppelkurve rechts beginnend)
2d: Gefährliche Kurven (Doppelkurve links beginnend)
3: Kreuzung
3a: Kreuzung mit Kreisverkehr
4: Kreuzung mit Straße ohne Vorrang
6a: Bahnübergang mit Schranken
6b: Bahnübergang ohne Schranken
6c: Bake links mit drei Balken – Entfernung zum Bahnübergang ca. 240 m
6c: Bake rechts mit drei Balken – Entfernung zum Bahnübergang ca. 240 m
6c: Bake links mit zwei Balken – Entfernung zum Bahnübergang ca. 160 m
6c: Bake rechts mit zwei Balken – Entfernung zum Bahnübergang ca. 160 m
6c: Bake links mit einem Balken – Entfernung zum Bahnübergang ca. 80 m
6c: Bake rechts mit einem Balken – Entfernung zum Bahnübergang ca. 80 m
6d: Andreaskreuz als Tafelschild (eingleisig)
6d: Andreaskreuz als Doppeltafel (mehrgleisig)
6d: Andreaskreuz (eingleisig)
6d: Andreaskreuz doppelt (mehrgleisig)
6d: Andreaskreuz liegend (eingleisig)
6d: Andreaskreuz doppelt, liegend (mehrgleisig)
7: Gefährliches Gefälle
7a: Starke Steigung
8a: Fahrbahnverengung (beidseitig)
8b: Fahrbahnverengung (linksseitig)
8c: Fahrbahnverengung (rechtsseitig)
9: Baustelle
10: Schleudergefahr
10a: Seitenwind
10b: Steinschlag
10c: Flugbetrieb
11: Fußgängerübergang
11a: Radfahrerübergang
12: Achtung Kinder
13a: Achtung Tiere
13b: Achtung Wildwechsel
14: Achtung Gegenverkehr
14a: Achtung Falschfahrer
15: Vorankündigung eines Lichtzeichens
16: Andere Gefahren

## § 52. Die Vorschriftszeichen

### lit. a) Verbots- oder Beschränkungszeichen

1: Fahrverbot (in beiden Richtungen)
2: Einfahrt verboten
3a: Einbiegen nach links verboten
3b: Einbiegen nach rechts verboten
3c: Umkehren verboten
4a: Überholen von mehrspurigen KFZ verboten
4b: Ende des Überholverbotes
4c: Überholen für Lastkraftfahrzeuge verboten
4d: Ende des Überholverbotes für Lastkraftfahrzeuge
5: Wartepflicht bei Gegenverkehr
6a: Fahrverbot für mehrspurige Kraftfahrzeuge
6b: Fahrverbot für Motorräder
6c: Fahrverbot für alle Kraftfahrzeuge
6d: Fahrverbot für Kraftfahrzeuge mit Anhänger
7a: Fahrverbot für Lastkraftfahrzeuge
7a: Fahrverbot für Lastkraftfahrzeuge bzw. Anhänger mit mehr als ... Tonnen höchstzulässigem Gesamtgewicht
7a: Fahrverbot für Lastkraftfahrzeuge (bzw. inklusive Anhänger) über ... Meter Gesamtlänge
7b: Fahrverbot für Lastkraftfahrzeuge mit Anhänger
7c: Fahrverbot für Fuhrwerke
7e: Fahrverbot für Kraftfahrzeuge mit gefährlichen Gütern
7f: Fahrverbot für Autobusse
8a: Fahrverbot für Fahrräder und Motorfahrräder
8b: Fahrverbot für Motorfahrräder
8c: Fahrverbot für Fahrräder
9a: Fahrverbot für über ... Meter breite Fahrzeuge
9b: Fahrverbot für über ... Meter hohe Fahrzeuge
9c: Fahrverbot für Fahrzeuge mit über ... Tonnen Gesamtgewicht
9d: Fahrverbot für alle Fahrzeuge mit über ... Tonnen Achslast
10a: Geschwindigkeits beschränkung (erlaubte Höchstgeschwindigkeit)
10b: Ende der Geschwindigkeits- beschränkung
11: Ende von Überholverboten und Geschwindigkeitsbeschränkungen
11a: Zonenbeschränkung
11b: Ende der Zonenbeschränkung
12: Halt Zoll
13a: Parken verboten
13b: Halten und Parken verboten
13c/a: Wechselseitiges Parkverbot (ungerade Tage)
13c/b: Wechselseitiges Parkverbot (gerade Tage)
13d: Beginn einer Kurzparkzone
13e: Ende der Kurzparkzone
14: Hupverbot
14a: Reitverbot
14b: Verbot für Fußgänger

### lit. b) Gebotszeichen

15: Vorgeschriebene Fahrtrichtung: Links
15: Vorgeschriebene Fahrtrichtung: Rechts
15: Vorgeschriebene Fahrtrichtung: Geradeaus
15: Vorgeschriebene Fahrtrichtung: Links abbiegen
15: Vorgeschriebene Fahrtrichtung: Rechts abbiegen
15: Vorgeschriebene Fahrtrichtung: Geradeaus fahren oder links abbiegen
15: Vorgeschriebene Fahrtrichtung: Geradeaus fahren oder rechts abbiegen
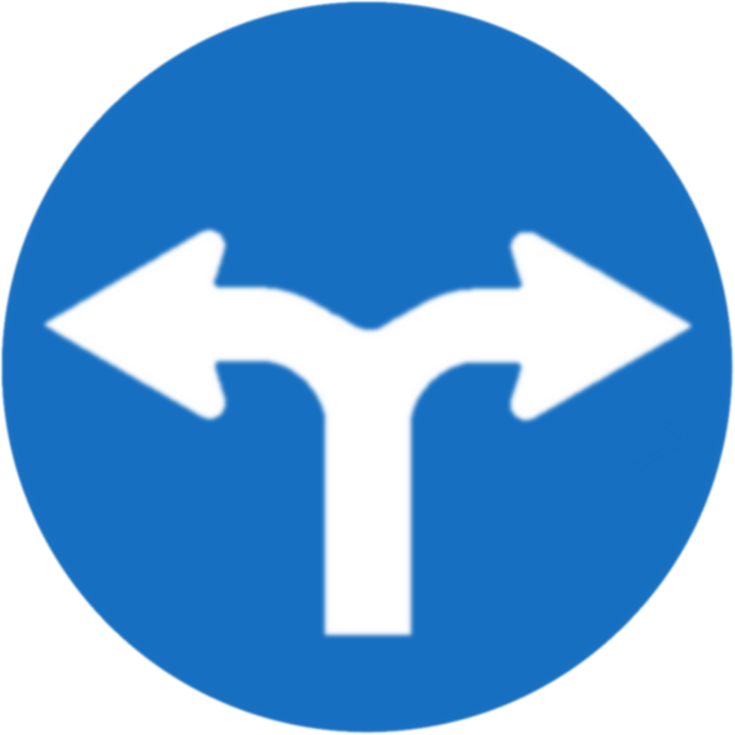
15: Vorgeschriebene Fahrtrichtung: Links oder rechts abbiegen
15: Den zu benützenden Fahrstreifen: Links
15: Den zu benützenden Fahrstreifen: Rechts
15a: Vorgeschriebene Fahrtrichtung für Kraftfahrzeuge mit gefährlichen Gütern: Rechts abbiegen
16: Radweg
16a: Ende des Radweges
17: Gehweg
17a: Geh- und Radweg (gemeinsam geführter Weg)
17a-b: Geh- und Radweg (getrennt geführter Weg)
17a-c: Ende des Geh- und Radweges (gemeinsam geführter Weg)
17a-d: Ende des Geh- und Radweges (getrennt geführter Weg)
17b: Reitweg
17c: Ende des Gehweges
18: Unterführung
19: Vorgeschriebene Mindestgeschwindigkeit
19a: Ende der vorgeschriebenen Mindestgeschwindigkeit
21: Umkehrgebot
22: Schneeketten vorgeschrieben
22a: Ende der Schneekettenpflicht

### lit. c) Vorrangzeichen

23: Vorrang geben
24: Halt
25a: Beginn der Vorrangstraße
25b: Ende der Vorrangstraße

## § 53. Die Hinweiszeichen

1a: Parken / Parkplatz
1b: Zum Parkplatz
1c: Pannenbucht
2: Spital
2a: Kennzeichnung eines Schutzweges
2b: Kennzeichnung einer Radfahrerüberfahrt
2c: Kennzeichnung eines Schutzweges und einer Radfahrerüberfahrt
2c: Kennzeichnung einer Radfahrerüberfahrt und eines Schutzweges
3: Erste Hilfe
3a: Gottesdienste
4: Pannenhilfe
4a: Verkehrsfunk
5: Telefonstelle
6: Tankstelle
6a: Taxistandplatz
7: Ende des Gegenverkehrs
7a: Wartepflicht für Gegenverkehr
8a: Autobahn
8b: Ende der Autobahn
8c: Autostraße
8d: Ende der Autostraße
9a: Fußgängerzone
9b: Ende einer Fußgängerzone
9c: Wohnstraße
9d: Ende einer Wohnstraße
9e: Begegnungszone
9f: Ende einer Begegnungszone
9g: Tunnel
10: Einbahnstraße (Fahrtrichtung links)
10: Einbahnstraße (Fahrtrichtung rechts)
10a: Straßenbahn biegt bei gelb oder rot ein
11: Sackgasse
12: Laternen, die nicht die ganze Nacht über leuchten
13a groß: Vorwegweiser
13a klein: Vorwegweiser
13b: Wegweiser
13b: Wegweiser
13b: Wegweiser
13c: Wegweiser zu anderen Verkehrseinrichtungen
13d: Wegweiser zu Lokal- oder Bereichszielen
14a: Vorwegweiser zur Autobahn oder Autostraße
14b: Wegweiser zur Autobahn oder Autostraße (rechts)
14b: Wegweiser zur Autobahn oder Autostraße (schräg rechts)
15a-a: Vorwegweiser – Autobahn oder Autostraße
15a-b: Vorwegweiser – Autobahn oder Autostraße
15a-c: Vorwegweiser – Autobahn oder Autostraße
15a-d: Vorwegweiser – Autobahn oder Autostraße
15b-a: Ausfahrtswegweiser – Autobahn oder Autostraße
15b-b hoch: Ausfahrtswegweiser – Autobahn oder Autostraße
15b-b quer: Ausfahrtswegweiser – Autobahn oder Autostraße
15c: Orientierungstafel – Autobahn oder Autostraße
16a: Vorankündigung einer Umleitung
16b: Umleitung
16c-a: Wechsel der Richtungsfahrbahn – Gegenverkehrsbereich beginnt in 500 m
16c-b: Wechsel der Richtungsfahrbahn – Gegenverkehrsbereich endet in 500 m
17a: Ortstafel
17b: Ortsende
18: Internationaler Hauptverkehrsweg (Europastraße)
19: Straße mit Vorrang
21: Straße ohne Vorrang
22: Allgemeine Geschwindigkeitsbeschränkung
23: Bodenmarkierungen / Voranzeiger für Einordnen
23a: Voranzeiger für Einbiegen
23a: Voranzeiger für Einbiegen
23b: Voranzeiger für Fahrstreifenverlauf
23b: Voranzeiger für Fahrstreifenverlauf
23c: Fahrstreifenverminderung
24: Straße für Omnibusse
25: Fahrstreifen für Omnibusse
26: Fahrradstraße
26a: Schulstraße
27: Radweg ohne Benützungspflicht
28a: Geh- und Radweg ohne Benützungspflicht (gemeinsam)
28b: Geh- und Radweg ohne Benützungspflicht (getrennt)

## § 54. Zusatztafeln

a: Entfernung
b: Länge
c: Ankündigung des Zeichens Stop (Halt)
d: Querstraße ist Vorrangstraße
e: besonderer Verlauf der Straße mit Vorrang
f: bei Schneelage oder Eisbildung
g: bei nasser Fahrbahn
h: außer dargestellte Fahrzeuge (hier: Behinderte)
i: Zugmaschinen, Motorkarren, selbstfahrende Arbeitsmaschinen und vierrädrige Leichtkraftfahrzeuge dürfen überholt werden
j: Abschleppzone
k: Darüberlegendes Zeichen gilt nur für diesen Fahrstreifen
l: Darüber liegendes Zeichen gilt für den Fahrstreifen, der links an der Trennungseinrichtung vorbeiführt
m: ausgenommen Elektrofahrzeuge während des Ladevorgangs
n: rechtsabbiegen bzw. geradeausfahren (bei T-Kreuzungen) für Fahrräder trotz roter Ampel

## Verkehrszeichen nach der Eisenbahnkreuzungsverordnung
Folgendes Verkehrszeichen findet sich in der Eisenbahnkreuzungsverordnung, nicht jedoch in StVO und StVZVO.

## Historische Zeichen

16: Sonstige Gefahr
24: Stop
10: Einbahn (links)
10: Einbahn (rechts)
13b: Wegweiser
14b: Wegweiser zur Autobahn oder Autostraße (rechts)
15a-d: Vorwegweiser – Autobahn oder Autostraße
15b-a: Ausfahrtswegweiser – Autobahn oder Autostraße
16b: Umleitung
16b: Umleitung
20: Bundesstraße ohne Vorrang